# Maja Jarosińska
Maja Maria Jarosińska (ur. 24 stycznia 2001 r. w Zielonej Górze) – polska strzelczyni sportowa specjalizująca się w strzelaniu z pistoletu.
Zdobyła brązowy medal mistrzostw Polski seniorów w drużynowym strzelaniu z pistoletu sportowego z 25 metrów (2019). W 2019 roku podczas mistrzostw Europy w Osijeku zajęła czwarte miejsce w konkurencji drużynowej pistoletu pneumatycznego juniorek. W walce o brązowy medal przegrały z Turczynkami. Indywidualnie zajęła 32. miejsce.